# Tom Berenger
Pour les articles homonymes, voir Bérenger.
Tom Berenger, de son vrai nom Thomas Michael Moore, est un acteur et producteur américain né le 31 mai 1949 à Chicago (Illinois).

## Carrière
Il se fait remarquer dans À la recherche de Mister Goodbar de Richard Brooks, mais est surtout connu pour son interprétation du terrible sergent Barnes dans Platoon d'Oliver Stone (1986) avec Charlie Sheen et Willem Dafoe, celle de Jeff Stevens dans la mini-série Si c'était demain (If Tomorrow Comes) dont il partage la vedette avec Madolyn Smith et enfin celle de Gary Simmons, paysan du Middle-West raciste, dans La Main droite du diable de Costa-Gavras (1988) aux côtés de Debra Winger[réf. nécessaire].
Entre 1983 et 1993, Tom Berenger connaîtra de grands succès réguliers grâce à des films et des partenaires de choix : Les Copains d'abord (avec Glenn Close et Kevin Kline), Traquée (avec Mimi Rogers et Lorraine Bracco), Randonnée pour un tueur (avec Sidney Poitier et Kirstie Alley), Les Indians (avec Charlie Sheen), Né un 4 juillet (avec Tom Cruise et Kyra Sedgwick), Troubles avec (Greta Scacchi et Bob Hoskins), En liberté dans les champs du seigneur (avec Daryl Hannah, John Lithgow et Aidan Quinn), Sliver (avec Sharon Stone, William Baldwin et Polly Walker) et enfin Tireur d'élite (aux côtés de Billy Zane)[réf. nécessaire].
Depuis, toujours très sollicité, il mène une carrière active à la télévision avec quelques incursions au cinéma mais plus discrètes malgré sa participation à des succès tels Inception de Christopher Nolan en 2010[réf. nécessaire].
En 2015, il reprend le rôle de Thomas J. Beckett dans Sniper 5 : L'Héritage.

## Filmographie

### Comme acteur

#### Cinéma
- 1976 : Rush It de Gary Youngman : Richard Moore
- 1977 : À la recherche de Mister Goodbar (Looking for Mr. Goodbar) de Richard Brooks : Gary
- 1977 : La Sentinelle des maudits (The Sentinel) de Michael Winner : Un homme
- 1978 : En hommage aux femmes de trente ans (In Praise of Older Women) de George Kaczender : Andras Vayda
- 1979 : Les Joyeux Débuts de Butch Cassidy et le Kid (Butch and Sundance: The Early Days) de Richard Lester : Robert Leroy Parker alias Butch Cassidy
- 1980 : Les Chiens de guerre (The Dogs of War) de John Irvin : Drew
- 1982 : Derrière la porte (Oltre la porta) de Liliana Cavani : Matthew
- 1983 : Les Copains d'abord (The Big Chill) de Lawrence Kasdan : Sam Weber
- 1983 : Eddie and the Cruisers de Martin Davidson : Frank Ridgeway
- 1984 : New York, deux heures du matin (Fear City) de Abel Ferrara : Matt Rossi
- 1985 :  Rex le Magnifique (Rustlers' Rhapsody) de Hugh Wilson : Rex O'Herlihan
- 1986 : Platoon d'Oliver Stone : Sergent Bob Barnes
- 1987 : Traquée (Someone to Watch Over Me) de Ridley Scott : Détective Mike Keegan
- 1988 : Randonnée pour un tueur (Shoot to Kill) de Roger Spottiswoode : Jonathan Knox
- 1988 : La Main droite du diable (Betrayed) de Costa-Gavras : Gary Simmons
- 1988 : Crimes de sang (Last Rites) de Donald P. Bellisario : Père Michael Pace
- 1989 : Les Indians (Major League) de David S. Ward : Jake Taylor
- 1989 : Né un 4 juillet (Born on the Fourth of July) d'Oliver Stone : Sergent Hayes
- 1990 : L'Amour poursuite (Love at Large) de Alan Rudolph : Harry Dobbs
- 1990 : The Field de Jim Sheridan : Peter
- 1991 : Troubles (Shattered) de Wolfgang Petersen : Dan Merrick
- 1991 : En liberté dans les champs du seigneur (At Play in the Fields of the Lord) de Hector Babenco : Lewis Moon
- 1993 : Tireur d'élite (Sniper) de Luis Llosa : Thomas Beckett
- 1993 : Sliver de Phillip Noyce : Jack Landsford
- 1993 : Gettysburg de Ronald F. Maxwell : Lieutenant Général James Longstreet
- 1994 : Les Indians 2 (Major League II), de David S. Ward : Jake Taylor
- 1994 : L'Escorte infernale (Chasers) de Dennis Hopper : Rock Reilly
- 1995 : Le Dernier Cheyenne (Last of the Dogmen) de Tab Murphy : Lewis Gates
- 1996 : The Substitute de Robert Mandel : Jonathan Shale
- 1996 : Aux portes de l'enfer (An Occasional Hell) de Salomé Breziner : Dr Ernest Dewalt
- 1998 : The Gingerbread Man de Robert Altman : Pete Randle
- 1998 : La Dernière Preuve (Shadow of Doubt) de Randal Kleiser : Jack Campioni
- 1998 : Murder of Crows de Rowdy Herrington : Clifford Dubose
- 1999 : One Man's Hero de Lance Hool : Capitaine John Riley
- 1999 : Otages en péril (Diplomatic Siege) de Gustavo Graef-Marino : Gen. Buck Swain
- 2000 : Turbulences 2 (Fear of Flying) de David Mackay : Robert Sikes
- 2000 : Cybertraque (Takedown) de Joe Chappelle : McCoy Rollins
- 2001 : Watchtower de George Mihalka : Art Stoner
- 2001 : Training Day d'Antoine Fuqua : Stan Gursky
- 2001 : Braquage à l'américaine (The Hollywood Sign) de Sönke Wortmann : Tom Greener
- 2001 : True Blue de Joseph S. Cardone : Rembrandt Macy
- 2002 : Compte à rebours mortel (D-Tox) de Jim Gillespie : Hank
- 2002 : Sniper 2 de Craig R. Baxley : Thomas J. Beckett
- 2004 : Sniper 3 de P.J. Pesce (en) : Thomas J. Beckett
- 2007 : Jonathan Toomey : Le Miracle de Noël (The Christmas Miracle of Jonathan Toomey) de Bill Clark : Jonathan Toomey
- 2008 : Stiletto (en) de Nick Vallelonga : Virgil Vadalos
- 2009 : Charlie Valentine de Jesse V. Johnson : Becker
- 2009 : Breaking Point DE Jeff Celentano : Steven Luisi
- 2009 : Des serpents à bord de Fred Olen Ray : Amiral Bradley Wallace
- 2010 : Inception de Christopher Nolan : Browning
- 2010 : Mise à prix 2 (Smokin' Aces 2 : Assassins Ball) de P.J. Pesce (en) : Walter Weed
- 2010 : Bad Cop de William Kaufman : Capitaine Trahan
- 2010 : Last Will de Brent Huff : Frank Emery
- 2010 : Faster de George Tillman Jr. : le directeur de la prison
- 2011 : Quad de Michael Uppendahl : Jerry
- 2012 : Kidnapping (Brake) de Gabe Torres : Ben Reynolds
- 2012 : War Flowers de Serge Rodnunsky : Genéral McIntire
- 2014 : Bad Luck de John Herzfeld : Teddy
- 2014 : Whiskey Bay de Chris Brinker : Lutin
- 2014 : Bad Country de Chris Brinker : Steve
- 2014 : Lonesome Dove Church de Terry Miles : John Shepherd
- 2014 : Sniper 5 : L'Héritage (Sniper : Legacy) de Don Michael Paul : Thomas J. Beckett
- 2015 : Zone d'impact : terre (Impact Earth) de Rex Piano : Herbert Sloan
- 2017 : Sniper 7 : Ultimate Kill de Claudio Fäh (en) : Thomas J. Beckett
- 2017 : Braquage de sang (Cops and Robbers) de Scott Windhauser : Capitaine Randolph
- 2018 : Gone are the days de Mark Landre Gould : Will
- 2018 : American Dresser de Carmine Cangialosi : John Moore
- 2018 : Wunderland de Steven Luke : Major McCulley
- 2019 : Supervized de Steve Barron : Ray
- 2019 : 1st Born de Ali Atshani et Sam Khoze :
- 2020 : Sargasso d'Adam Sigal :
- 2020 : Allagash de John Barr : Jim Reed
- 2020 : Quad de Michael Uppendahl : Jerry Niskar
- 2020 : Battle of the Bulge : Winter War de Steven Luke : Major McCulley
- 2022 : A Tale of Two Guns de Justin Lee : marshall McTeague
- 2022 : Desperate Riders de Michael Feifer : Doc Tillman
- 2023 : Among Wolves de Justin Lee : Father Callahan

#### Télévision
- 1975 - 1976 : On ne vit qu'une fois (One Life to Live) : Tim Seigel
- 1986 : Si c'était demain (If Tomorrow Comes) : Jeff Stevens
- 1991 : Dream On : Nick Spencer
- 1993 : Cheers : Don Santry
- 1997 : Rough Riders : Theodore Roosevelt
- 2000 : New York, police judiciaire (Law & Order) : Dean Tyler
- 2001 : Ally McBeal : Harrison Wyatt
- 2003 : New York 911 (Third Watch) : Aaron Noble
- 2003 : Peacemakers : Marshall Jared Stone
- 2005 : Into the West : Colonel J. Chivington
- 2006 : Rêves et cauchemars (Nightmares and Dreamscapes) : Richard Kinnell
- 2007 - 2008 : October Road : Le commandeur
- 2011 : XIII : La Série (XIII : The Series) : Rainer Garehart
- 2012 : Hatfields and McCoys : Jim Vance
- 2013 - 2015 : Major Crimes : Maître Jackson Raydor
- 2014 : Hawaii 5-0 : Eddie Williams

#### Téléfilms
- 1977 : Johnny, We Hardly Knew Ye (ru) de Gilbert Cates : Billy Sutton
- 1979 : Flesh and Blood de Jud Taylor : Bobby Fallon
- 1995 : The Avenging Angel de Craig R. Baxley : Miles Utley
- 1995 : Body Language de George Case : Gavin St. Claire
- 1999 : Mission d'élite (In the Company of Spies) de Tim Matheson : Kevin Jefferson
- 2000 : Haute voltige sur Miami (Cutaway) de Guy Manos : Red Line
- 2002 : Johnson County War de David S. Cass Sr. : Cain Hammett
- 2002 : The Junction Boys de Mike Robe : Paul Bryant
- 2004 : Capital City de Spenser Hill : Sénateur Foxworthy
- 2005 : Détective de David S. Cass Sr. : Sergent Malcolm Ainslie
- 2006 : Amy Coyne de Todd Holland : Mac
- 2007 : America's Illiad: The Siege of Charleston de Michael J Kirk : Le narrateur
- 2008 : Desperate Hours : An Amber Alert de George Mendeluk : Larsan

### Comme producteur
- 1995 : The Avenging Angel (téléfilm)
- 1996 : An Occasional Hell
- 1997 : Rough Riders (téléfilm)
- 2003 : Peacemakers (série télévisée)

## Distinctions
Récompenses
- 1987 : Golden Globe du meilleur acteur dans un second rôle pour Platoon
- 2012 : Primetime Emmy Award du meilleur acteur dans un second rôle dans une mini-série ou un téléfilm pour Hatfields and McCoys

Nominations
- 1987 : Nommé à l'Oscar du meilleur acteur dans un second rôle pour Platoon

## Voix françaises
En France, Jacques Frantz,,,, décédé en mars 2021, a été la voix française la plus régulière de Tom Berenger. À ses débuts, Richard Darbois,, a été sa première voix régulière. Depuis, Hervé Jolly, Pierre Dourlens et Vincent Grass l'ont également doublé respectivement à cinq, quatre et trois reprises.
Au Québec, il a été régulièrement doublé par Hubert Gagnon. Éric Gaudry l'a également doublé à deux reprises.